# Noragami
Noragami (japanisch ノラガミ ‚streunender Gott‘) ist eine Fantasy-Manga-Reihe von Adachitoka, die von Dezember 2010 bis Januar 2024 in Kodanshas Shōnen Magazine erschienen ist. Eine Umsetzung als Anime-Serie wurde von Bones in bisher zwei Staffeln mit zusammen 25 Folgen produziert. Außerdem kamen vier Original Video Animation heraus.

## Handlung
Hiyori Iki war eine normale Mittelschülerin, bis sie von einem Bus gerammt wurde, als sie jemanden vor dem Überfahrenwerden bewahren wollte. Der Fremde trägt einen Sportanzug und ein Halstuch und stellt sich später als Gott Yato heraus. Dieser Zwischenfall sorgt dafür, dass sie ein halber Ayakashi, ein Dämon, wird. Als sie Yato wieder trifft und erfährt, dass er ein Gott ist, bittet sie ihn ihr zu helfen und wieder normal zu werden. Doch Yato hat erst kürzlich seine heilige Waffe (Shinki) verloren – ein anderes übernatürliches Wesen, das einem Gott dient und seine Macht stärkt. Auch ist er nur ein sehr wenig bekannter und daher schwacher Gott. Als beide von einem Ayakashi angegriffen werden, erwählt Yato den Geist eines Jungen als neuen Shinki und nennt ihn Yukine. Dieser stellt sich als gute Waffe heraus, ist auf Grund seines frühen Todes jedoch sehr verunsichert und ungestüm.
Auch mit Yukines Hilfe kann Yato Hiyori zunächst nicht helfen. Als er sich an Tenjin, Gott der Bildung, wendet, sieht er, dass seine ehemalige Waffe Mayu nun ihm dient. Auch Yatos Freundin Kofuku, Göttin der Armut, und ihr Shinki Daikoku können ihnen nicht helfen. Die Konflikte zwischen Yato und Yukine, der sich nicht wertgeschätzt fühlt und seinem menschlichen Leben nachtrauert, nehmen zu. Schließlich fängt Yukine an zu stehlen – da er schon tot ist und alle Lebenden ihn nicht bemerken, sind ihm deren Reaktionen und der Schaden auch egal. Doch überträgt sich jede Sünde Yukines auch auf Yato, der immer mehr einer Fäulnis ausgesetzt ist. Dennoch will er Yukine nicht bestrafen.
Dann trifft die Gruppe auf Bishamonten, die Göttin des Kriegsglücks, die über viele Shinki verfügt. Sie will sich seit langem an Yato rächen, weil dieser ihren früheren Shinki-Clan getötet hatte. Es kommt zum Kampf und Yato kann nur dank der Hilfe Kofukus entkommen. Einer von Bishamons Shinki, Kazuma, konfrontiert Hiyori mit ihrem Kontakt zu Yato. Da er noch in Yatos Schuld steht, fordert er, dass Yato Yukine aufgeben soll, da dieser ihm nur schadet. Sonst würde er Yukine töten. Als sich Yato und Yukine weiter entfremdet haben, rastet Yukine bei einem Auftrag in einer Schule aus. Als er alle die Schüler, die einen normalen Alltag leben, sieht, zerschlägt er Fensterscheiben und Türen. Die Sünde ist so schwer, dass Yato zusammenbricht. Um ihn vor dem Tod zu retten, bringt Hiyori beide zu Kofuku. Gemeinsam mit Mayu und Kazuma führt Daikoku eine qualvolle Reinigungszeremonie an Yukine durch. Dieser wird fast zum Dämon, besinnt sich aber doch auf Hiyoris und Yatos Zuneigung und beichtet seine Sünden.
Kurz darauf trifft Hiyori auf Nora, eine heilige Waffe, die vielen Göttern dient – früher auch Yato. Sie will, dass er wieder sie als Waffe wählt und sich von Hiyori fernhält. Sie stiehlt Hiyoris Erinnerungen an Yato und bald darauf vergisst sie ihn immer mehr. Der Gott Rabo bedient sich ihrer, um Yato herauszufordern. In der Vergangenheit kämpfte er als Unglücksgott gemeinsam mit ihm. Schließlich geht Yato auf seine Herausforderung ein, um Hiyori zu retten, und kann den schon von Ayakashi verzehrten Rabo besiegen. Dieser wünschte sich, nachdem er von den Menschen längst vergessen worden war, von Yato getötet zu werden.
Während Hiyori sich auf die Aufnahmeprüfungen für die Oberschule vorbereitet und ihren ungewöhnlichen Alltag mit Yato und Yukine lebt, freundet sich Yukine mit einem der Shinki von Bishamonten an, den er eines Abends zufällig trifft. Über ihn erfährt er von der großen Familie von Shinki, die Bishamonten um sich schart. Jeden verlorenen Geist nimmt sie bei sich auf. Doch so entstehen im Schloss der Göttin auch Konflikte, die jedoch vor der Hausherrin verborgen werden, um ihr keine Sorgen zu bereiten. Außerdem vergisst Bishamonten einige ihrer Shinki, so hat sie Yukines Freund schon lange nicht mehr gerufen. Die Überforderung der Hausherrin macht sich ihr Shinki und Leibarzt Kugaha zunutze. Er schwächt Bishamonten, indem er Ayakashi nutzt, eine seiner eifersüchtigen Kolleginnen von ihnen befallen lässt und dies vor den anderen verbirgt. Außerdem streut er Misstrauen zwischen Bishamonten und ihrem Wegweiser Kazuma.
Schließlich erfährt Kugaha auch von der Freundschaft Yukines. Er tötet seinen Freund und provoziert so, dass Yukine Kazuma folgt und Bishamonten wegen des Todes seines Freundes zur Rede stellt. Es kommt zum Streit, in dem Kazuma beschuldigt wird, sich mit Bishamontens Feind Yato verbündet zu haben. Sie verbannt ihn und Kazuma sucht Zuflucht bei Kofuku. Kurz darauf wird er zusammen mit Hiyori von Kugaha entführt. Kazuma erkennt, dass Kugaha einen Generationswechsel herbeiführen will, bei dem alle Shinki und die Göttin sterben – außer ihm – und er dann als neuer Wegweiser der neugeborenen Göttin dienen kann. Kazuma selbst ist der letzte Überlebende des vergangenen Generationswechsels. Bei diesem hatte Yato alle Shinki Bishamontens getötet außer ihm. Er war von Kazuma dazu beauftragt worden um das Leben seiner Herrin zu retten, deren Shinki zunächst von Misstrauen und Missgunst und schließlich von Ayakashi ergriffen wurden. In Folge der Ereignisse entwickelte Bishamonten ihren großen Hass auf Yato. Um Hiyori zu retten, reist Yato mit Yukine zu Bishamontens Palast, wo es zum Kampf kommt. Kugaha plant, dass Bishamonten und ihre Shinki von Yato getötet werden, lässt aber auch bereits einige von seinem Ayakashi fressen. Doch Kazuma und Hiyori können von Kugahas Komplizin, die sich eines Besseren besinnt, befreit werden und der Kampf zwischen Yato und Bishamonten wird beendet. Bishamonten beschützt die verbliebenen Shinki und verstößt Kugaha.
Einige Zeit nachdem der Konflikt mit Bishamonten ausgestanden ist, verschwindet Yato plötzlich. Yukine und Hiyori machen sich Sorgen, doch Kofuku und Daikoku beruhigen sie – so etwas passiere bei Yato immer mal wieder. Tatsächlich wurde er von Nora im Auftrag seines Vaters entführt, für den er nun Auftragsmorde ausführt. Wie es schon so oft geschehen ist, ergibt sich Yato seinem Schicksal, während Hiyori ihn zunächst sucht, dann aber langsam vergisst. Schließlich wird Yato in die Unterwelt gesandt, um den Glücksgott Ebisu zu retten. Der ist in die Unterwelt gereist, um einen Pinsel der Izanami zu erlangen, mit dem man Ayakashi kontrollieren kann, was Ebisu schon viele Generationen anstrebt. Schließlich müssen sich Yato und Ebisu im Totenreich gemeinsam Izanami erwehren, die sie nicht wieder gehen lassen will. Währenddessen herrscht wegen Ebisus Versuchen, Ayakashis Namen zu geben und sie zu kontrollieren, Aufruhr im Himmelsreich. Die Glücksgötter werden festgenommen und ein Todesurteil über Ebisu gefällt. Als Kazuma, Yukine und Hiyori – die sich gerade wieder an Yato erinnert, als sie Yukine zufällig trifft – davon erfahren, befreien sie Bishamonten. Gemeinsam mit Kofuku und ihren Shinki befreien sie Yato und Ebisu aus der Unterwelt. Beim Kampf erfährt Yato, dass Ebisu die Ayakashi zu kontrollieren versucht, um sie den Göttern und Menschen nutzbar zu machen. Yato ist beeindruckt von Ebisus Streben, die Menschen glücklich zu machen, und motiviert ihn weiter zu leben und sich nicht wie schon so oft auf eine Reinkarnation zu verlassen, die seine Aufgabe fortsetzt. Dennoch wird Ebisu kurz darauf von den Himmlischen Heerscharen getötet, die das Urteil ausführen. Ebisus Wiedergeburt erfüllt Yato bald darauf den letzten Wunsch seines Vorgängers. Und von Ebisu angespornt löst sich Yato endgültig von Nora und schwört sich mit Yukine ein, von nun an nur noch den Menschen zu helfen und niemanden mehr zu töten.

## Charaktere
Yato (夜ト)
Yato ist ein kleiner Gott, der jeden Auftrag annimmt. Sein Ziel ist, einen eigenen Schrein zu besitzen. In der Vergangenheit war er ein Gott des Krieges. Er trägt einen Sportanzug und ein Halstuch. Da er in der modernen Zeit oft einfache Aufträge annimmt, nennt er sich auch „Liefergott“ (デリバリーゴッド, deribarī goddo) und sprüht oder schreibt häufig seine eigene Telefonnummer an verschiedenen öffentlichen Plätzen, für den Fall, dass jemand seine Hilfe braucht. Er verlangt gewöhnlich fünf Yen – eine Summe, die Japaner normalerweise geben, wenn sie an einem Schrein beten. Dafür tut er nahezu alles. Er wurde vergessen und unbedeutend, seit er kein Kriegsgott mehr ist, weil er es nicht mag, gewalttätig zu sein. Da er fürchtet komplett vergessen zu werden, ist ihm die Existenz von Hiyori Iki sehr wichtig.
Hiyori Iki (壱岐 ひより, Iki Hiyori)
Sie ist eine normale Mittelschülerin in ihrem letzten Jahr und später eine Oberstufenschülerin. Nachdem sie Yato vor dem Bus rettete, steckt sie zwischen der menschlichen Welt und dem Leben nach dem Tod fest. Ihre Seele löst sich daher manchmal von ihrem Körper. Sie stammt aus einer wohlhabenden Familie; ihr Vater ist Arzt und besitzt ein Krankenhaus; sie hat zudem einen sehr viel älteren Bruder. Hiyori himmelt den Wrestling-Star Tono an und kopiert sogar seine Selbstverteidigungsbewegungen. Sie ist eine freundliche Person und hilft oft selbstlos anderen. Sie ist immer nett zu Yukine, trotz seines schlechten Benehmens, und hilft Yato, wo sie nur kann. Sie hat einen „Schweif“ (auch Silberschnur genannt), der eine Verbindung zwischen ihrer Seele und ihrem Körper darstellt. Sollte diese Verbindung getrennt werden, stirbt sie. Während dieser Zeit entwickelt sie eine starke Bindung zu Yato, erkennt ihn am Geruch und schämt sich dafür, wie sehr sie diesen mag. Obwohl es ihre beste Chance wäre, wieder normal zu werden, lehnt Hiyori es ab, ihre Verbindung zu Yato zu trennen, weil sie mehr Zeit mit ihm verbringen will. Sie verspricht sogar, Yato nie zu vergessen, und baut ihm einen kleinen Schrein. Selbst als sie Yatos Existenz während ihres Schulalltags teilweise vergisst, fühlt sie sich leer und bemerkt, dass ihr jemand fehlt, mit dem sie ihre Zeit verbringen kann.
Yukine (雪音)
Er ist Yatos Shinki. Sein Name als Shinki ist Sekki (雪器), seine Form ist die eines Katanas. Er ist sehr jung gestorben, weswegen er sein normales Leben als Mittelschüler vermisst. Er benimmt sich seinem Alter entsprechend und kann mit seiner Situation schlecht umgehen. Mehrmals stiehlt er, da er ja schon tot sei und ihm daher alles egal ist. Doch jedes Mal, wenn er sündigt, leidet Yato darunter. Obwohl Yato sein Meister ist, zeigt er ihm gegenüber weniger Respekt, als er eigentlich für ihn empfindet. Nachdem er von Hiyori gerettet worden ist, wird er ihr und Yato gegenüber gehorsamer.

### Götter
Tenjin (天神)
Tenjin ist der berüchtigte Gott der Bildung. Er hat mehrere Shinki, die alle Frauen sind, inklusive Yatos ehemaligen Shinki. Er hat seinen eigenen Schrein, worauf Yato sehr eifersüchtig ist. Manchmal nimmt er eine menschliche Form an, um einzugreifen, zum Beispiel wenn Yato außer Kontrolle gerät und herumspielt.
Kofuku (小福, Kofuku)
Sie ist ein „Gott der Armut“ (貧乏神, binbōgami), die bekannt ist als Ebisu. Sie ist meistens sehr energiegeladen und freundlich, kann aber auch sehr furchterregend sein und selbst Bishamonten standhalten, falls nötig.
Bishamon (毘沙門)
Bishamon aka Bishamonten (毘沙門天) ist die stärkste Göttin des Kampfes. Sie verfügt über viele Shinki, weil sie nicht in der Lage ist, Seelen, die von Ayakashi angegriffen werden, im Stich zu lassen. Deshalb bildet sie mit ihnen ein Team, mit ihr selbst als Anführerin, was manchmal zu Problemen führt, weil sie sich nicht immer um alle kümmern kann, vor allem, wenn eine von ihnen krank ist oder Schmerzen erleidet. Sie hat einen starken Hass auf Yato, weil er ihre Shinki in der Vergangenheit getötet hat.
Rabo (蠃蚌, Rabō)
Rabo ist eine mysteriöse Figur, die nur im Anime auftaucht. Er wird oft im Dialog mit Nora gezeigt und ist in der Lage, Phantome zu kontrollieren. Er ist bekannt als Gott des Krieges, genau wie Yato, und arbeitete früher mit ihm zusammen. Als er sieht, wie Yato jetzt ist, versucht er den „alten Yato“ zurückzubringen. Rabo ist bekannt dafür, Menschen, Shinki, andere Götter und Phantome zu töten. Ihm ist egal, was seine eigentliche Aufgabe ist, solange er dabei nur das tun kann.

### Shinki
Shinki (神器, wörtlich: „Gotteswerkzeug“ oder „Götterwerkzeug“) sind himmlische Waffen, die von Göttern getragen werden. Sie sind ehemalige Menschen, die nicht durch ihren eigenen Willen gestorben sind (also nicht durch Selbstmord). Jede Shinki kann sich in eine einzigartige Waffe verwandeln, wenn ihr Gott sie bei ihrem Shinki-Namen nennt. Die Form eines Shinki kann sich in eine bessere ändern, wenn sie ihren Gott beschützt haben, welche als „Glückwunsch-Werkzeug“ (祝の器, hafuri no utsuwa) bezeichnet wird.
Mayu (真喩)
Sie ist Yatos ehemalige Shinki und momentan eine von Tenjins Shinkis. Trotz ihrer harschen Art gegenüber Yato scheint sie eine Menge Respekt und Mitgefühl für ihn übrig zu haben. Als sie noch Yatos Shinki war, trug sie den Namen Tomone (伴音).
Kazuma (兆麻)
Er ist eine von Bishamontens Shinkis und ihr engster Vertrauter. Sein Name als Shinki ist Chōki (兆器). Seine Form als Shinki ist ein blumenförmiger Ohrring, der in der Lage ist Feinde zu lokalisieren und andere Shinkis im Kampf anleiten kann.
Daikoku (大黒)
Daikoku ist Kofukus übervorsichtiger Shinki. Sein Name als Shinki ist Kokki (黒器), seine Form ist die eines Fächers.
Nora (野良)
Sie ist Yatos ehemalige Shinki. Nora, was so viel bedeutet wie „herrenlos“, ist die Bezeichnung, die Götter für Shinkis verwenden, die mehrere Meister und Namen haben. Aus diesem Grund haben sie einen sehr schlechten Ruf und sind Opfer vieler Vorurteile der Götter. Trotzdem werden sie von ihnen benutzt, besonders für Aufgaben, für die sie ihre eigenen Shinkis nicht aufs Spiel setzen wollen. Diese spezielle Nora wurde von Yato Hiiro (緋) genannt, ihr Shinki-Name ist Hiki (緋器) und sie bietet ihm stets an, sie zu benutzen, allerdings lehnt er dies immer ab. Sie verursacht eine Menge Ärger, was so weit geht, dass sie Yukines komplettes Selbstvertrauen zerstört (und dabei Yato beinahe tötet). Im Anime versucht sie zunächst Hiyori mit ihren Phantomen zu töten. Als das fehlschlägt, löscht sie stattdessen Hiyoris komplette Erinnerungen an Yukine und Yato. Es wird klar, dass sie Yukine getötet hätte, wenn sie an der Reinigungszeremonie teilgenommen hätte.

## Veröffentlichung

### Manga
Die Manga-Reihe Noragami wurde von Adachitoka geschrieben und von Kodansha veröffentlicht. Die Serie feierte ihre Premiere im Shōnen Magazine in der Januarausgabe 2011, die am 6. Dezember 2010 erschien. Zwischen dem 15. Juli 2011 und 16. Februar 2024 wurde sie in insgesamt 27 Sammelbänden zusammengefasst. Der neunte und zehnte Band wurden gleichzeitig mit einer limitierten Edition veröffentlicht, denen eine DVD mit einer zusätzlichen Anime-Episode beilag. Auch der elfte Band vom 17. Juli 2014 enthielt in seiner limitierten Edition eine zweite Anime-Episode auf DVD. Extrakapitel der Manga-Serie erscheinen als Spin-off im Monthly Shōnen Magazine + seit 2011. Am 15. November 2013 wurden sie in einem Sammelband als Noragami Shūishū (ノラガミ拾遺集) zusammengefasst.
Eine Lizenzierung in Deutschland erfolgte durch Egmont Manga. Der erste Band erschien im April 2013; der letzte im September 2024. Der Manga wurde in englischer Sprache für Nordamerika lizenziert und veröffentlicht von Kodansha Comics USA als Noragami: Stray God.
Der Manga wurde aus Krankheitsgründen mit 18 Bänden pausiert. Wie Kodansha zuvor ankündigte, wurde der Manga ab dem 6. Juni 2018 fortgesetzt.

### Liste der Manga-Bände
| Band           | Japan            | Japan                  | Deutschland      | Deutschland            |
| Band           | Veröffentlichung | ISBN                   | Veröffentlichung | ISBN                   |
| -------------- | ---------------- | ---------------------- | ---------------- | ---------------------- |
| 1              | 15. Juli 2011    | ISBN 978-4-06-371294-0 | 11. Apr. 2013    | ISBN 978-3-7704-7944-3 |
| 2              | 17. Okt. 2011    | ISBN 978-4-06-371308-4 | 13. Juni 2013    | ISBN 978-3-7704-7945-0 |
| 3              | 17. Feb. 2012    | ISBN 978-4-06-371323-7 | 9. Aug. 2013     | ISBN 978-3-7704-7946-7 |
| 4              | 15. Juni 2012    | ISBN 978-4-06-371336-7 | 17. Okt. 2013    | ISBN 978-3-7704-8101-9 |
| 5              | 17. Okt. 2012    | ISBN 978-4-06-371350-3 | 12. Dez. 2013    | ISBN 978-3-7704-8102-6 |
| 6              | 15. Feb. 2013    | ISBN 978-4-06-371366-4 | 6. Feb. 2014     | ISBN 978-3-7704-8103-3 |
| 7              | 17. Juni 2013    | ISBN 978-4-06-371379-4 | 3. Apr. 2014     | ISBN 978-3-7704-8199-6 |
| 8              | 17. Okt. 2013    | ISBN 978-4-06-371394-7 | 3. Juli 2014     | ISBN 978-3-7704-8235-1 |
| 9              | 17. Dez. 2013    | ISBN 978-4-06-371402-9 | 4. Dez. 2014     | ISBN 978-3-7704-8322-8 |
| 10             | 17. Feb. 2014    | ISBN 978-4-06-371412-8 | 7. Mai 2015      | ISBN 978-3-7704-8571-0 |
| 11             | 17. Juli 2014    | ISBN 978-4-06-371430-2 | 6. Aug. 2015     | ISBN 978-3-7704-8572-7 |
| 12             | 17. Nov. 2014    | ISBN 978-4-06-371448-7 | 5. Nov. 2015     | ISBN 978-3-7704-8766-0 |
| 13             | 17. Apr. 2015    | ISBN 978-4-06-371460-9 | 4. Feb. 2016     | ISBN 978-3-7704-8767-7 |
| 14             | 17. Sep. 2015    | ISBN 978-4-06-371483-8 | 4. Mai 2016      | ISBN 978-3-7704-9108-7 |
| 15             | 17. Nov. 2015    | ISBN 978-4-06-371494-4 | 3. Aug. 2016     | ISBN 978-3-7704-9109-4 |
| 16             | 17. März 2016    | ISBN 978-4-06-392515-9 | 3. Nov. 2016     | ISBN 978-3-7704-9249-7 |
| 17             | 15. Juli 2016    | ISBN 978-4-06-392531-9 | 2. Feb. 2017     | ISBN 978-3-7704-9250-3 |
| 18             | 17. Feb. 2017    | ISBN 978-4-06-392567-8 | 5. Okt. 2017     | ISBN 978-3-7704-9436-1 |
| 19             | 17. Aug. 2018    | ISBN 978-4-06-392587-6 | 7. Feb. 2019     | ISBN 978-3-7704-9437-8 |
| 20             | 15. Feb. 2019    | ISBN 978-4-06-514491-6 | 4. Okt. 2019     | ISBN 978-3-7704-5967-4 |
| 21             | 17. Okt. 2019    | ISBN 978-4-06-517367-1 | 4. Jun. 2020     | ISBN 978-3-7704-2694-2 |
| 22             | 17. Jun. 2020    | ISBN 978-4-06-519753-0 | 3. Dez. 2020     | ISBN 978-3-7704-2787-1 |
| 23             | 17. Feb. 2021    | ISBN 978-4-06-522100-6 | 1. Sep. 2021     | ISBN 978-3-7704-3647-7 |
| 24             | 15. Okt. 2021    | ISBN 978-4-06-524859-1 | 10. Mai 2022     | ISBN 978-3-7704-4362-8 |
| 25             | 16. Jun. 2022    | ISBN 978-4-06-527772-0 | 6. Mrz. 2023     | ISBN 978-3-7555-0075-9 |
| 26             | 16. Feb. 2023    | ISBN 978-4-06-530535-5 | 11. Sep. 2023    | ISBN 978-3-7555-0141-1 |
| 27             | 16. Feb. 2024    | ISBN                   |                  | ISBN 978-4-0653-4201-5 |
| Noragami Tales |                  |                        |                  |                        |
| 1              | 15. Nov. 2013    | ISBN 978-4-06-371398-5 | 3. Sep. 2015     | ISBN 978-3-7704-8637-3 |
| 2              | 15. Feb. 2019    | ISBN 978-4-06-514492-3 |                  |                        |

### Anime
Die Fernsehserie Noragami wurde vom Animationsstudio Bones umgesetzt. Regie führte Kōtarō Tamura. Für das Charakter-Design zeichnete Toshihiro Kawamoto verantwortlich. Die künstlerische Leitung lag bei Kazuo Nagai. Noch vor der ersten TV-Ausstrahlung wurde die erste Episode am 10. November 2013 auf dem Anime Festival Asia gezeigt. Die Erstausstrahlung im japanischen Fernsehen erfolgte am 5. Januar 2014 bei Tokyo MX und wurde später bei MBS, BS11 und TVA ausgestrahlt. Die finale zwölfte Episode wurde am 23. März 2014 bei Tokyo MX ausgestrahlt. Neben der Fernsehserie erschien auch je eine zusätzliche Folge als Original-Video-Animation auf DVD, zusammen mit einer limitierten Fassung des 10. Mangabandes am 17. Februar und dem 11. Mangaband am 17. Juli 2014.
In Nordamerika wurde die Serie von Funimation lizenziert, in Deutschland von KSM. Mit englischen, deutschen und weiteren Untertiteln wurde die Serie auf der Plattform Crunchyroll veröffentlicht.
Die zweite Staffel des Animes mit weiteren 13 Folgen, Noragami Aragoto, lief vom 3. Oktober bis 30. Dezember 2015 nach Mitternacht (und damit am vorigen Fernsehtag) auf TV Tokyo. Der limitierten Fassung des 15. und 16. Mangabandes waren zudem ebenfalls je eine weitere Folge beigelegt. KSM gab am 16. Oktober 2015 bekannt, dass sich der Publisher auch daran die Rechte für Deutschland gesichert hat.

#### Episodenliste

##### Staffel 1
| Nr. (ges.) | Nr. (St.) | Deutscher Titel                              | Originaltitel                                     | Erstausstrahlung Japan |
| ---------- | --------- | -------------------------------------------- | ------------------------------------------------- | ---------------------- |
| 1          | 1         | Eine Hauskatze, ein Noragami und ein Schwanz | 家猫と野良神と尻尾 (Ieneko to Noragami to Shippo) | 5. Jan. 2014           |
| 2          | 2         | Wie Schnee                                   | 雪のような (Yuki no Yōna)                         | 12. Jan. 2014          |
| 3          | 3         | Heraufbeschworenes Unheil                    | 招かれた厄災 (Manekareta Yakusai)                 | 19. Jan. 2014          |
| 4          | 4         | Wo das Glück                                 | しあわせの在処 (Shiawase no Arika)                | 26. Jan. 2014          |
| 5          | 5         | Grenzlinie                                   | 境界線 (Kyōkaisen)                                | 2. Feb. 2014           |
| 6          | 6         | Die Schreckliche                             | コワイヒト (Kowai Hito)                           | 9. Feb. 2014           |
| 7          | 7         | Unsicherheit, Entschiedenheit                | 迷い事、定め事 (Mayoigoto, Sadamegoto)            | 16. Feb. 2014          |
| 8          | 8         | Grenzüberschreitung                          | 一線を越えて (Issen o Koete)                      | 23. Feb. 2014          |
| 9          | 9         | Der Name                                     | 名前 (Namae)                                      | 2. März 2014           |
| 10         | 10        | Der Verstoßene                               | 忌むべき者 (Imu Beki Mono)                        | 9. März 2014           |
| 11         | 11        | Der vergessene Gott                          | 棄てられた神 (Suterareta Kami)                    | 16. März 2014          |
| 12         | 12        | Ein Stückchen Erinnerung                     | 一片の記憶 (Hitohira no Kioku)                    | 23. März 2014          |

##### Staffel 2 (Noragami Aragoto)
| Nr. (ges.) | Nr. (St.) | Deutscher Titel                     | Originaltitel                           | Erstausstrahlung Japan |
| ---------- | --------- | ----------------------------------- | --------------------------------------- | ---------------------- |
| 13         | 1         | Wahrer Name – Fest in der Hand      | 諱、握りて (Imina, Nigirite)            | 2. Okt. 2015           |
| 14         | 2         | Erinnerungen an sie                 | 彼女の思い出 (Kanojo no Omoide)         | 9. Okt. 2015           |
| 15         | 3         | Verlogene Bindung                   | イツワリノ絆 (Itsuwari no Kizuna)       | 16. Okt. 2015          |
| 16         | 4         | Wünsche                             | 願 (Negai)                              | 23. Okt. 2015          |
| 17         | 5         | Gott segnet und Gott verflucht      | 神祝き、呪きき (Kamuhosaki, Hosakiki)   | 30. Okt. 2015          |
| 18         | 6         | Was getan werden muss               | 為すべきこと (Nasubeki Koto)            | 6. Nov. 2015           |
| 19         | 7         | Wie ein Gott verehrt wird           | 神様の祀り方 (Kamisama no Matsuri Kata) | 13. Nov. 2015          |
| 20         | 8         | Unheilsgott                         | 禍津神 (Magatsukami)                    | 20. Nov. 2015          |
| 21         | 9         | Das Geräusch, wenn der Faden reisst | 糸の切れる音 (Ito no Kireru Oto)        | 27. Nov. 2015          |
| 22         | 10        | Wünschen wie es sein soll           | 斯く在りし望み (Kaku Arishi Nozomi)     | 4. Dez. 2015           |
| 23         | 11        | Rückkehr aus dem Totenreich         | 黄泉返り (Kousen Kaeri)                 | 11. Dez. 2015          |
| 24         | 12        | Die Stimme, die dich ruft           | 君の呼ぶ声 (Kimi no Yobu Koe)           | 18. Dez. 2015          |
| 25         | 13        | Der Auftrag vom Glücksgott          | 福の神の言伝 (Fukunokami no kotozute)   | 25. Dez. 2015          |

##### OVAs
| Nr. | Deutscher Titel | Originaltitel                                                                                          | Erstausstrahlung Japan |
| --- | --------------- | --- | ---------------------- |
| 1   | –               | 神憑り、神祟り (Kamigakari, kamitatari)                                                                | 17. Feb. 2014          |
| 2   | –               | 春の日の約束 (Haru no hi no yakusoku)                                                                  | 17. Juli 2014          |
| 3   | –               | 夜ト神連続殺人事件 ノラガミサスペンス劇場 (Yatogami renzoku satsujin jiken: Noragami sasupensu gekijō) | 17. Nov. 2015          |
| 4   | –               | 一緒に写真を (Issho ni shashin o)                                                                      | 17. März 2016          |

#### Synchronisation
| Rolle              | Japanischer Seiyū | Deutscher Sprecher    |
| ------------------ | ----------------- | --------------------- |
| Gott Yaboku „Yato“ | Hiroshi Kamiya    | Asad Schwarz          |
| Hiyori Iki         | Maaya Uchida      | Julia Fölster         |
| Yukine             | Yūki Kaji         | Tobias Diakow         |
| Kofuku             | Aki Toyosaki      | Linda Fölster         |
| Daikoku            | Daisuke Ono       | Achim Buch            |
| Bishamon           | Miyuki Sawashiro  | Eva Michaelis         |
| Kazuma             | Jun Fukuyama      | Patrick Bach          |
| Kuraha             | Kazuhiko Inoue    | Clemens Gerhard       |
| Rabo / Kugaha      | Takahiro Sakurai  | Nicolas König         |
| Nora               | Rie Kugimiya      | Saskia Weckler        |
| Tenjin             | Tōru Ōkawa        | Jürgen Holdorf        |
| Mayu / Tomone      | Asami Imai        | Merete Brettschneider |
| Ebisu              | Ryoutarou Okiayu  | Robert Kotulla        |
| Mrs. Iki           | Miki Itou         | Ela Nitzsche          |
| Akiha              | Shinya Takahashi  | Martin May            |

- Deutsche Fassung: DMT Digital Media Technologie GmbH
- Dialogbuch und Regie: Achim Schmidt-Carstens

#### Musik
Die Musik der Serie wurde komponiert von Taku Iwasaki. Bei der zweiten Staffel wurde er zudem von Kayo Konishi, Yukio Kondō, Electrocutica unterstützt.
Der Vorspanntitel der ersten Staffel ist Goya no Machiawase (午夜の待ち合わせ, „mitternächtliches Treffen“), komponiert und getextet von Shuntaro, sowie arrangiert und gesungen von Hello Sleepwalkers. Der Abspanntitel ist Heart Realize (ハートリアライズ, Hāto Riaraizu), komponiert, arrangiert und getextet von Supercell und gesungen von Tia.
Bei Noragami Aragoto wurde im Vorspann Kyōran Hey Kids!! von The Oral Cigarettes verwendet und im Abspann Nirubana (ニルバナ) von Supercell bzw. gesungen von Tia.